# 西新井橋

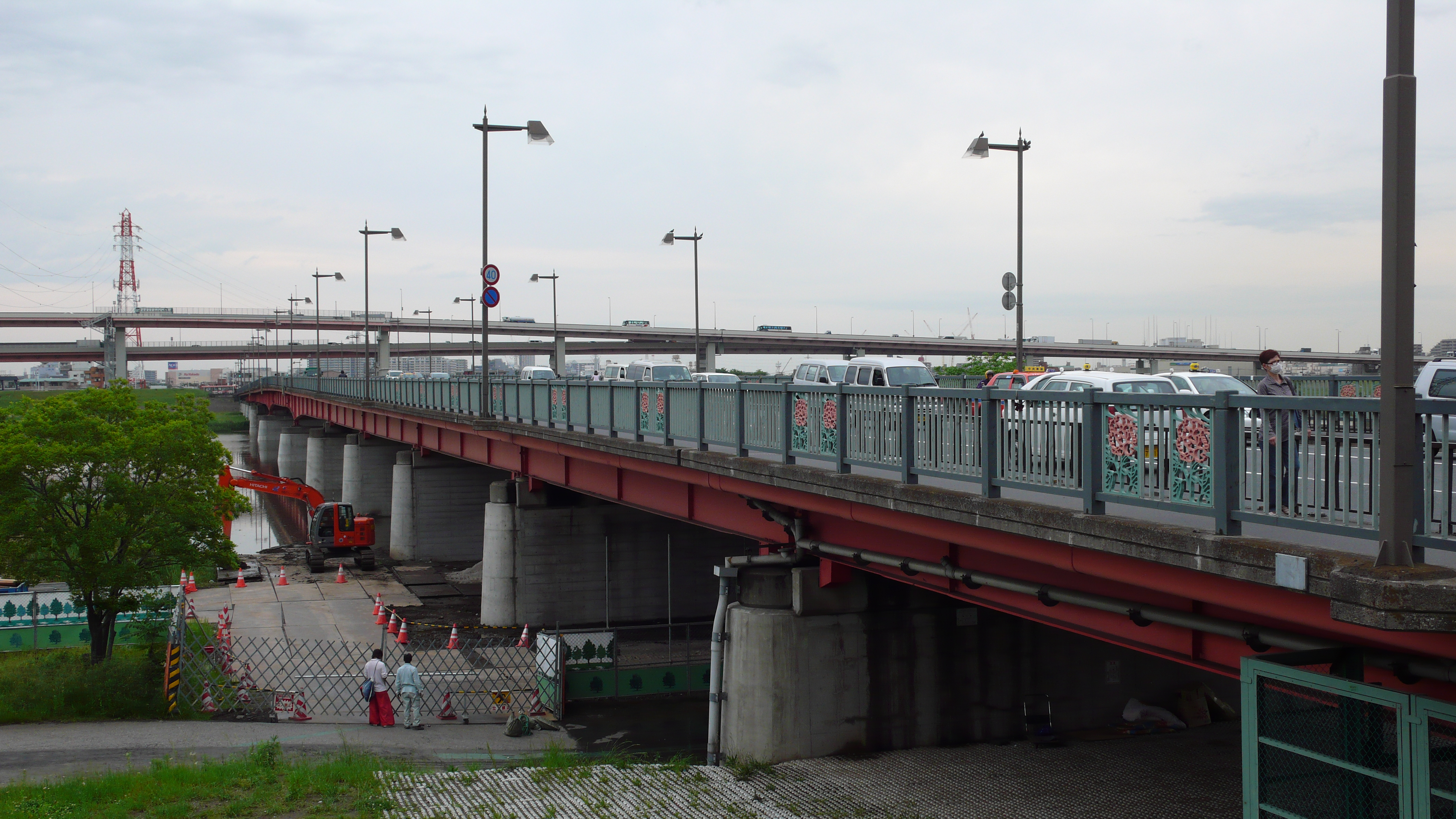
東京都足立区から（2008年5月）

西新井橋（にしあらいばし）は、東京都足立区にある荒川（荒川放水路）に南北に架かる東京都道461号吾妻橋伊興町線（都市計画道路補助100号尾竹橋通り）の橋である。

## 概要

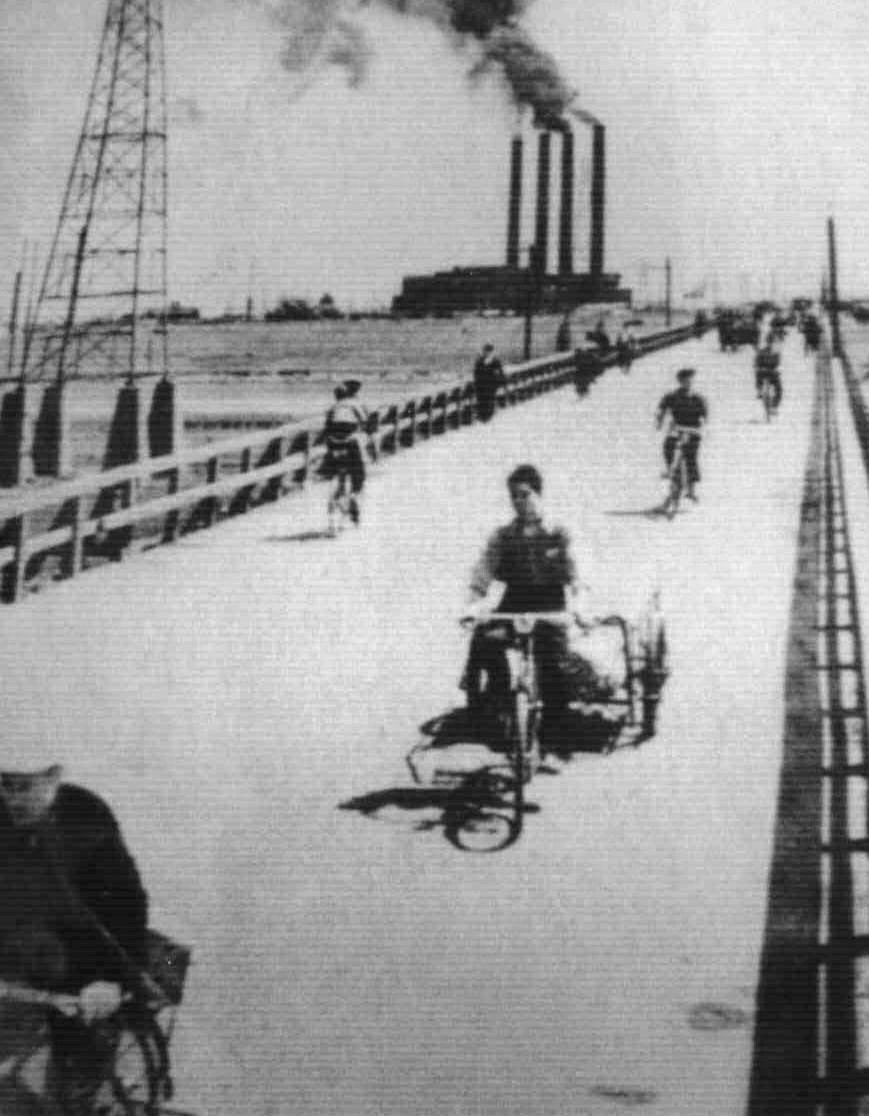
旧西新井橋とお化け煙突（1954年）

荒川の河口から13.7 kmの地点に架かる橋で、西新井地区の南に隣接する荒川北岸の本木・関原と南岸の千住地区（足立区千住桜木2丁目）を結び、広域的には埼玉県東部と東京都心部を結ぶ経路のひとつである。
南詰近くに位置する千住桜木交差点は、隅田川を尾竹橋で渡って町屋駅・日暮里・上野方面へ至る尾竹橋通り（東京都道313号上野尾竹橋線）と隅田川の流れに沿って北千住駅・向島・浅草方面へ至る墨堤通り（東京都道461号吾妻橋伊興町線）が分岐する交通の要衝となっている。また、災害時に防災拠点等に緊急輸送を行なうための、東京都の一般緊急輸送道路に指定されている。
橋の橋長は444.6メートル、総幅員15.7メートル、有効幅員15.0メートル、最大支間長76.2メートルの13径間の単純鋼鈑桁橋（主径間の3径間は連続鋼鈑桁橋）の一等橋（TL-20）である。歩道は2メートルで橋の両側に設けられている。なお、左岸側取付道路は高架橋で歩道は設置されていない。右岸側取付道路は盛土である。橋面はパラボラ（放物線）状の横断勾配が付けられている。橋の管理者は東京都である。
「お化け煙突」として有名だった千住火力発電所のたもとにあたり、旧橋は煙突を良く見渡せる場所として写真記録に度々その姿が残る。

### 諸元
- 構造形式 : ゲルバー式格子桁橋（主径間）・単純合成格子桁（側径間）
- 橋長 : 444.6 m[5][7]
- 幅員 : 15.0 m（車道11 m、歩道2 m×2）
- 最大支間長 : 76.2 m[5]
- 径間割 : 23.0 m + 24.65 m + 26.25 m + 27.85 m + 29.45 m + （52.925 m + 76.2 m + 52.925 m） + 29.45 m + 27.85 m + 26.25 m + 24.65 m + 23.075 m
- 着工 : 1956年（昭和31年）[7]
- 竣工 : 1960年（昭和35年）[6]

## 歴史

### 1922年の橋

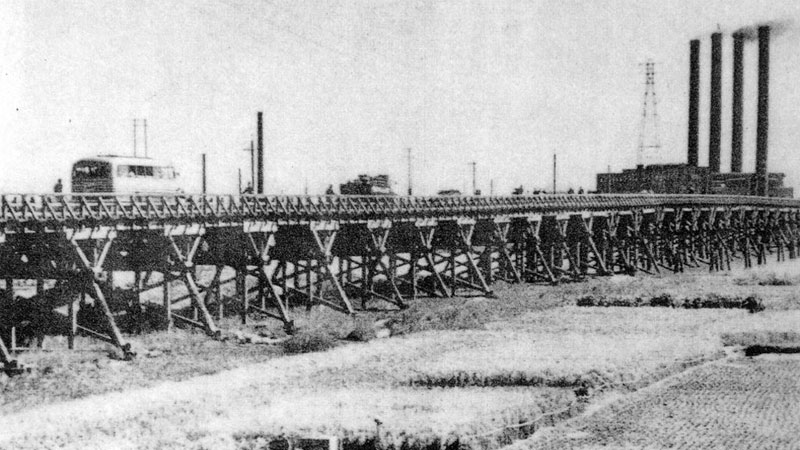
旧西新井橋とお化け煙突（1955年）

橋は1924年（大正13年）通水を開始した荒川放水路の掘削に先立ち、1922年（大正11年）3月に木製およびRC（鉄筋コンクリート）製の橋脚を持つ木桁橋として開通した。橋長439.35メートル、幅員5.5メートル。路面は乳剤舗装が施されていた。名前の由来は總持寺の通称である西新井大師への経路に因むものである。
木造桁なので老朽化が早く、昭和20年度から昭和34年度にかけて工事費4203万9千円を投じて補強桁の追加や床版の交換工事が実施された。

### 1960年の橋

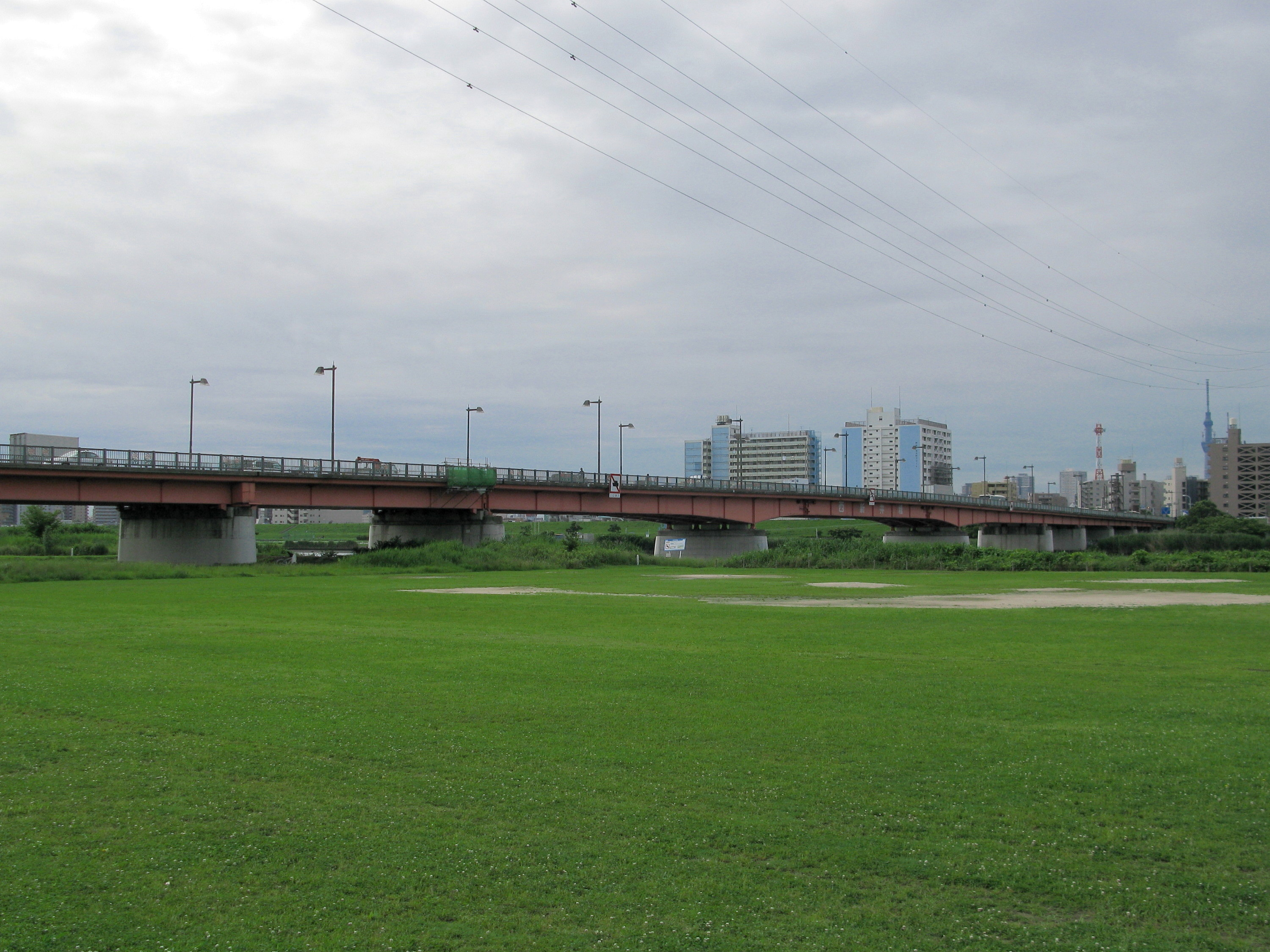
左岸側から（2011年6月）

現在の西新井橋は交通量が増大したことと経年による橋の老朽化のため、戦後の荒川では四ツ木橋に次ぐ2例目の永久橋として国庫補助を受け、東京都建設局が事業主体となり、首都圏整備事業の一環として事業費7億4800万円を掛けて約80メートル下流の位置に架け替えられたものである。
橋の施工は1956年（昭和31年）10月着工され、1960年（昭和35年）にかけて行なわれた。橋の設計は東京都建設局が行なった。施工は上部工を大林組、横河橋梁（現、横河ブリッジ）、および宮地鉄工所（現、宮地エンジニアリング）が担当した。また、下部工は主径間を井筒基礎、側径間を長さ15メートルの杭を2本繋いだ鉄筋コンクリート中空杭基礎の鉄筋コンクリート造りの逆T式橋脚で大林組により施工が行われた。架設地点周辺は軟弱地盤のため橋脚の基礎は主径間は地下35メートル、側径間は地下30メートルまで打ち込まれている。主径間の床版は軽量化のため鋼製のものを使用している。
橋は1961年（昭和36年）3月に開通（暫定開通）した。ただし、橋の両詰は民家が密集していて用地買収が遅れたため、左岸側取り付け道路は開通当初はまだ未着工で、1967年（昭和42年）においてもその計画は具体化されていなかった。

## 周辺
スーパー堤防化事業や五色桜に由来する桜の植樹事業が行なわれている。
- 荒川西新井橋緑地 - 河川敷に所在[19]
- 荒川区民グラウンド
- 尾竹橋公園
- 足立区立関原小学校
- 帝京科学大学千住キャンパス - 元、足立区立元宿小学校。

## 隣の橋
- 荒川

（上流） - 扇大橋 - 日暮里・舎人ライナー荒川橋梁 - 西新井橋 - 千住新橋 - 東京メトロ千代田線荒川橋梁 - （下流）